# Linia kolejowa nr 532
Linia kolejowa nr 532 – pierwszorzędna, zelektryfikowana, jednotorowa linia kolejowa łącząca stację Łowicz Główny ze stacją Łowicz Przedmieście.